# 紅包
紅包，-{
zh-cn:也叫红封包，粤语称为利是，;

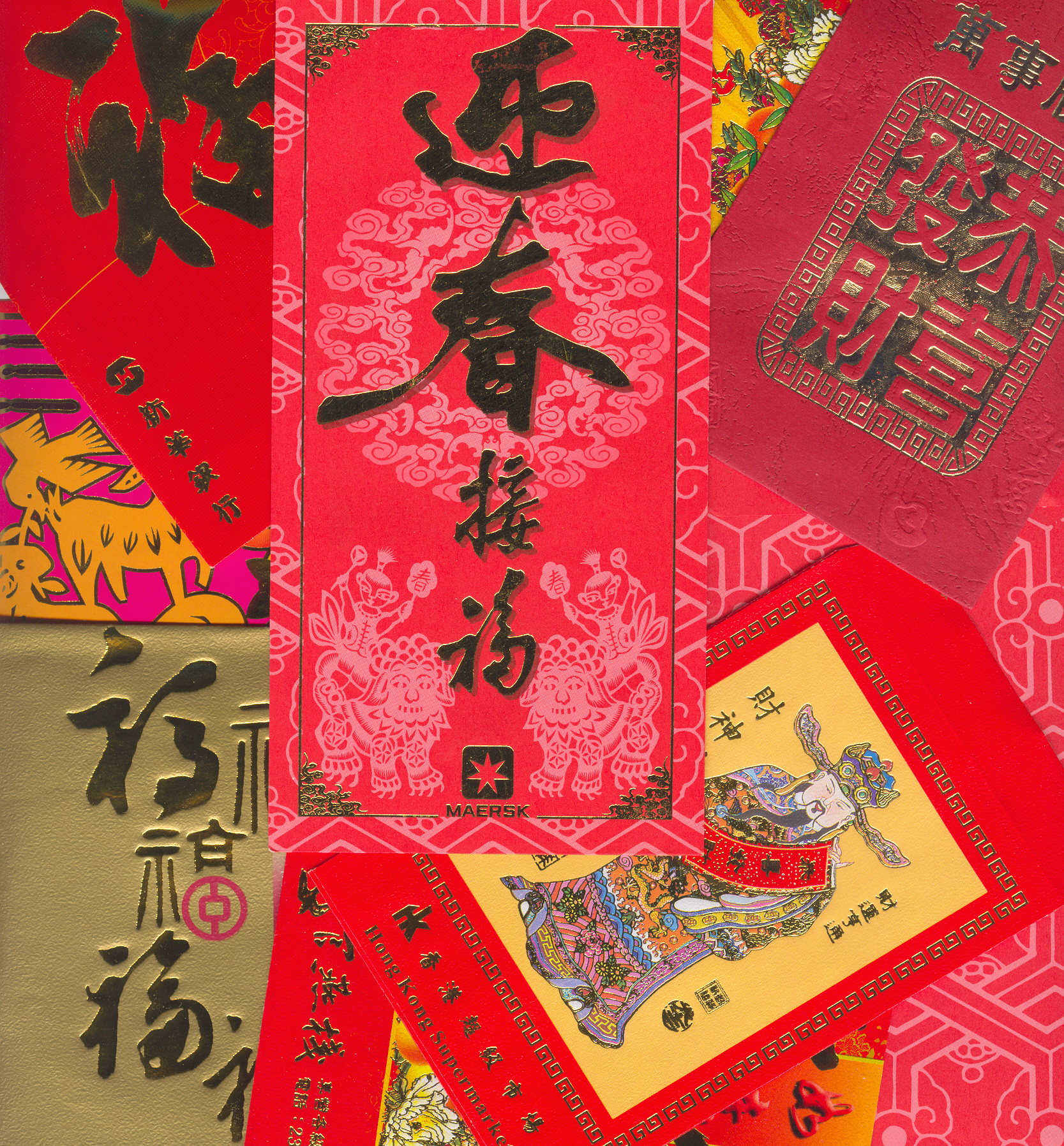
由機器印製的各種紅包袋。

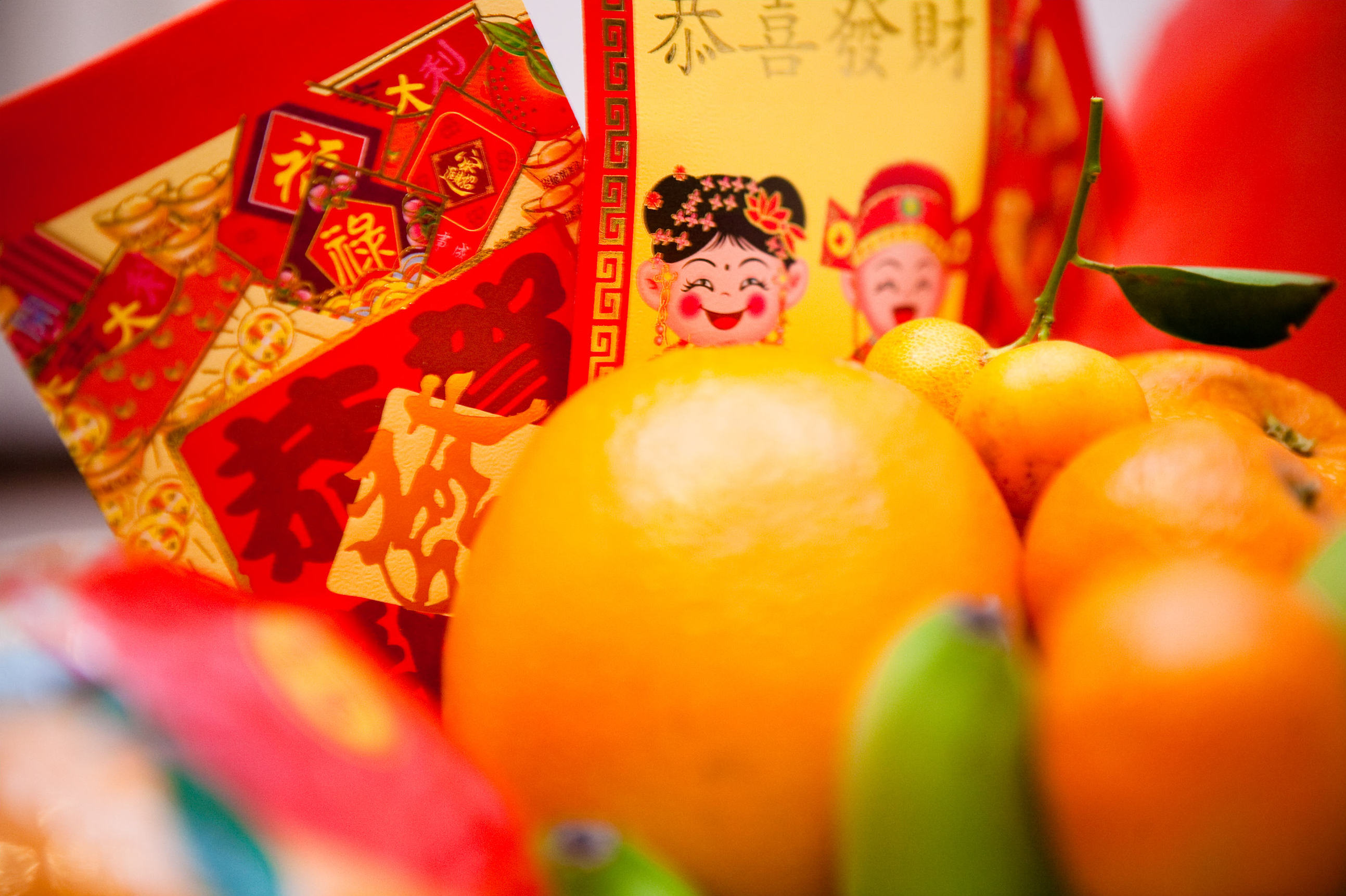
红包与年桔。

zh-hk:傳統為「利市」或「利事」、「利是」、諧音「勵事」（lai si），北方官話稱之為紅包，;
zh-tw:也叫紅封包，粵語稱之為利是，;
}-是由紅色封套製成的一種小型禮品，常見於中國傳統習俗與漢字文化圈背景下的各種慶祝活動，包括新春（拜年）、婚禮（婚宴）、生辰（賀壽）等場合，其顏色在中華文化裡常常代表「喜慶」之意。早期的紅包多為以毛筆書寫、帶有吉祥字句的一張紅紙折疊而成，直至明清時期出現包裹銅板的作法（是為壓歲錢），並逐漸演變成將金錢放置於紅包袋內的一種現代禮金形式。

## 新年利是
每年農曆新年期間有包紅包的習俗，紅包內所放金錢的多少經常與雙方交情成比例，禮儀上不能隨便當著送禮者的面，將裏面的錢拿出。
廣東、廣西、香港和澳門等地区是已婚人士派給未結婚的親友，粵語稱為“逗利是”，而現在廣東、廣西、香港和澳門一些同居多年或已訂婚的情侶、未婚媽媽或爸爸、以及未婚的中老年人士亦會派紅包。在中國大陸及台灣，包红包的习惯一般只存在于比较亲近的亲戚朋友之间或是已經在社會工作的人，派給還在就學的後輩。 
在香港，新年包红包的范围比较广泛，例如邻居家的小朋友、普通交情的同事之间都有可能包红包，但这种红包内的金额可能比较小，純粹討個吉利。在香港、澳門亦有部份人會以不同理由，送红包給大廈管理員、助手，以至酒樓侍應等。 
在部分地方，農曆新年假期結束，開始上班的第一天，許多機關、公司都會向所有員工派一個“開工利市”。而公司內已結婚的上司或幹部，一般亦會向下屬或者年輕的同事派利市。
今時今日，很多人已习惯於用全新印制的纸币来做红包，有人認為除了比較雅觀外亦寓意去舊迎新，因此每年春节前许多银行的现钞提取量就会急剧增大。印钞厂也会有增印新钞的压力。部分环保主义者认为这一习惯不利于环保。因此，2006年香港政府與澳門政府也倡议市民在春节期间用旧钞来封利是。

## 壓歲錢
在除夕由家長派給子女的紅包以及新年期間由長輩派給晚輩的紅包稱作压岁钱，是表示把祝福和好運帶給他們。港澳、琉球的習俗是已婚長輩派給未婚後輩，日本本土的傳統上是採用白色封套包裝，而且封套上會寫上接受人的名字。在日本的新年，小朋友通常會收到父母或其他親戚派的紅包，年齡越大，獲得的金額就越高（一個家庭裡的所有小孩都會收到相同金額的紅包，以避免不公平）。雖然這只是例行的傳統，但孩子可自由支配自己的紅包錢。現代朝鮮半島成人習慣上會直接把錢給孩子，所以紅包在當地並不如漢字文化圈其他地區流行。

## 贺礼红包
除了春節以外，在其他喜慶場合，例如婚禮、新店開張等亦有送紅包的習慣。由于贺礼红包的金额往往不菲，因此许多人在频繁收到喜帖的时候，将之戏称为“红色炸弹”“罚款单”，意味着又将掏出一笔贺礼做红包。
在馬來西亞，傳統馬來人會發一種有金錢在裡面的綠色封套，附有一些伊斯蘭的圖案，这是受了华人在节庆时派红包的影响。

## 紅包袋
而第一代的紅包袋，約於1900年，印刷技術開始廣爲所用時，才得以問世。當時的所謂紅包袋，做法非常簡單，只以紅紙印上黃油，再於未乾的黃油上綴上金粉，效果就如現今燙了金字的紅包袋般，而圖案則多以簡單爲主，再配以吉利的字句。

## 虚拟红包
每逢春节期间，中国大陆各大互联网平台都会向用户发放虚拟红包，虚拟红包的礼品主要有现金和消费券两种。由于迎合了中国政府貨幣電子化的政策與實體貨幣失去信用的社會現況，并提供了避税洗钱的便捷途径，一些互联网巨头也藉由在线红包充值及派发功能而占据了更多的市场优势。

## 與紅包相關的犯罪
- 送紅包以往亦成為華人慣常使用的貪污手法。行賄的一方給予對方紅包，以作為某種服務的報酬。在 1950 年代的香港，向政府人員送紅包曾經是日常生活的部份；但在廉政公署 於 1974 年成立以後，送紅包已經絕跡。根據現行的法例，公務員只有收受親屬的紅包不受限制；私交好友的紅包不能超過2,000港元；其他人不得超過1,000元；同時不准收受有公事往來及下屬的紅包。而若果送紅包是用作行賄，則無論何人、任何數量的紅包都屬違法。
- 在香港和澳門的新年期間，曾有一些不法之徒（一般是三合會成員）假意送財神、送年桔、送揮春、舞獅賀年等手法，強迫一些商戶及市民派利市以作回謝，以圖勒索金錢。
- 以收賄聞名的臺灣政治人物廖福本，其外號「紅包本」在當地普遍為人知悉。
- 東亞國家的人民有在手術前後致送給執刀醫生紅包的陋習，這種紅包的目的是拜託醫生特別照顧與表達酬謝之意，原為東亞文化中一種禮數與敬意的表現，但卻變質為醫生向病患強索紅包，甚至紅包成為醫生的主要收入來源，嚴重傷害醫患關係與善良風俗，因此幾乎已被各國政府立法禁止，但至今仍無法完全滅絕。

## 繪文字
紅包的繪文字收錄於Unicode的補充符號和圖符之中：
|             | 🧧                | 🧧                |
| ----------- | ----------------- | ----------------- |
| Unicode名称 | RED GIFT ENVELOPE | RED GIFT ENVELOPE |
| 编码        |                   |                   |
| Unicode     | 26047             | U+1F9E7           |
| UTF-8       | 240 159 167 167   | F0 9F A7 A7       |
| UTF-16      | 55358 56807       | D83E DDE7         |
| 字符值引用  | &#129511;         | &#x1F9E7;         |